# Рихтер, Симона
Симо́на Марсе́ла Ри́хтер (рум. Simona Marcela Richter; 27 марта 1972, Решица, Румыния) — румынская дзюдоистка, бронзовый призёр летних Олимпийских игр 2000 года, трёхкратный призёр чемпионатов Европы, 14-кратная чемпионка Румынии. Заслуженный мастер спорта Румынии.

## Спортивная биография
В 1992 году Симона Рихтер дебютировала на летних Олимпийских играх. Первой соперницей в соревнованиях в категории до 72 кг стала голландская дзюдоистка Ирен де Кок. Уже через 1:08 голландка заработала иппон и вышла полуфинал турнира. Проиграв Ирен де Кок, Рихтер получила право побороться за бронзовую медаль, через утешительный турнир, но в первом же раунде уступила француженке Летиции Меньян и заняла на олимпийском турнире лишь 13-е место.
На летних Олимпийских играх 1996 года Рихтер вновь приняла участие в соревнованиях в категории до 72 кг. Однако уже в первом раунде Симона потерпела поражение от украинки Татьяны Беляевой. В утешительном турнире за бронзу Рихтер в первом раунде одолела представительницу Мавритании Мари-Мишель Сен-Луи, но во втором раунде уступила итальянке Илении Скапин и заняла итоговое 9-е место.
В 2000 году Симона Рихтер приняла участие в своих третьих летних Олимпийских играх. В этот раз румынка выступила в категории до 78 кг. В первом раунде Рихтер одержала победу над британкой Хлоэ Коуэн, но уже в четвертьфинале уступила кубинке Диаденис Луне. В утешительном турнире Симона последовательно победила кореянку Ли Со Ён и бельгийку Хейди Ракельс и стала обладательницей бронзовой медали.
На чемпионатах Европы Симона трижды смогла завоевать медали. В 1992 и 1995 годах Рихтер становилась серебряной медалисткой континентального первенства, а в 1996 году ей удалось завоевать бронзу.
В 2002 году завершила спортивную карьеру. Работает тренером в клубе «Университатя» (Клуж) и женской сборной Румынии по дзюдо.